# Zlatníky (okres Bánovce nad Bebravou)
Zlatníky jsou obec na Slovensku v okrese Bánovce nad Bebravou. Leží v nadmořské výšce 270 metrů na východních svazích Považského Inovce. Obcí protéká potok Livina. Žije v ní 681 obyvatel.

## Historie
První písemná zmínka o vesnici je z roku 1199. V okolí obce se nachází hodně starších důlních prostorů, pinek a hald, které jsou pozůstatky po rýžování zlata.

## Přírodní poměry
V katastrálním území obce ležel chráněný areál Okšovské duby, ale jeho ochrana byla roku 2020 zrušena. Nacházely se v něm také přírodní rezervace Čepúšky a Kulháň, ale v roce 2021 byly zrušeny a nahrazeny chráněným areálem Kulháň.